# Rock the Kasbah
Rock the Kasbah es una película estadounidense estrenada en octubre de 2015, dirigida por Barry Levinson, y escrita por Mitch Glazer. La película es protagonizada por Bruce Willis, Kate Hudson, Scott Caan, Zooey Deschanel, Taylor Kinney y Bill Murray.

## Sinopsis
Un productor de música encuentra una última oportunidad de redención con una chica con una hermosa voz en Afganistán.

## Elenco
- Bill Murray como Richie Lanz.[1]
- Kate Hudson como Merci.
- Zooey Deschanel como Ronnie.
- Danny McBride como Nick.
- Scott Caan como Jake.[2]
- Beejan Land como Daoud Sididi.[3]
- Arian Moayed
- Bruce Willis[4] como Bombay Brian.
- Kelly Lynch como Sylvia.[5]
- Leem Lubany como Salima.[6]
- Taylor Kinney como el soldado Barnes.
- Fahim Fazli como Tariq Khan.
- Arian Moayed como Riza.[4]

## Producción
El 3 de septiembre de 2013, se anunció que QED International produciría la película con Bill Murray para protagonizar la película, Barry Levinson dirigiendo la película con un guion de Mitch Glazer. El 30 de enero de 2014, más actores se unieron al elenco incluyendo Bruce Willis, Shia LaBeouf, Kate Hudson, Zooey Deschanel y Danny McBride, con la grabación empezando en junio de 2014. El 6 de febrero de 2014, se anunció que Open Road Films había adquirido los derechos de distribución. El 27 de marzo de 2014, Shia LaBeouf dejó la película. El 31 de marzo de 2014, Scott Caan se unió al elenco para reemplazarlo. El 6 de mayo de 2014, el actor australiano Beejan Land se unió al elenco. El 28 de mayo de 2014, Taylor Kinney también se unió.

### Filmación
El rodaje empezó el 2 de junio de 2014, y terminó el 30 de julio de 2014.

## Estreno
El 20 de agosto de 2014, Open Road Films anunció que la película sería estrenada el 24 de abril de 2015.